# 製造界功能組別
製造界功能組別（英語：Manufacturing functional constituency），是立法局功能組別之一，屬於當時的新九組之一，選民包括所有報稱從事製造業的選民。這個組別共有113,957名選民。
製造界功能組別在1997年香港主權移交後廢除。
主權移交後，並不如其他的新九組功能組別，這個界別並沒有任何相似的界別取代。

## 歷任議員
| 屆別 | 議員   | 政治聯繫       |
| 1    | 李卓人 | 香港職工會聯盟 |

## 選舉結果
| 1995年香港立法局選舉：製造界功能組別 |        |          |        |        |
| 政黨                                 | 政黨   | 候選名單 | 票數   | 百份比 |
|                                      | 職工盟 | 李卓人   | 30,510 | 66.9   |
|                                      | 工聯會 | 梁富華   | 8,535  | 18.7   |
|                                      | 獨立   | 陳明耀   | 4,931  | 10.8   |